# Sterben will gelernt sein
Sterben will gelernt sein (Originaltitel: Death at a Funeral) ist eine US-amerikanische Komödie des Regisseurs Neil LaBute aus dem Jahr 2010. Sie ist eine Neuverfilmung des gleichnamigen britischen Films Sterben für Anfänger (Originaltitel ebenfalls: Death at a Funeral).

## Handlung
Aaron, der noch zusammen mit seiner Frau Michelle im Elternhaus wohnt, organisiert die Beerdigung seines Vaters. Wenig Hilfe erhält er dabei von seinem jüngeren Bruder Ryan; der erfolgreiche Autor prahlt zwar mit seiner Anreise in der First Class, ist aber angeblich gerade nicht flüssig genug, um seinen Anteil der Beerdigungskosten zu zahlen. Die gesamte Trauerfeier verläuft sehr chaotisch: Zuerst liegt im Sarg die falsche Person und auch bei der Beerdigung selbst häufen sich unglückliche Zufälle, an denen die Gäste beteiligt sind: So verabreicht seine Cousine Elaine ihrem nervösen Verlobten Oscar vermeintliche Valiumtabletten von ihrem Bruder Jeff, welche sich später als hochwirksame Halluzinogene entpuppen. So verursacht Oscar sehr viel Wirbel, springt beispielsweise mitten in der Beerdigungszeremonie auf, da er glaubt, der Sarg hätte sich bewegt. Die äußerst komische Szenerie wird schließlich noch zusätzlich angeheizt, als der ehemalige Liebhaber des Toten, der kleinwüchsige Frank, auftaucht. Er setzt Aaron und Ryan mit der Drohung der Veröffentlichung skandalöser Privatfotos ihres Vaters unter Druck, sodass diese gezwungen sind, ihn mit den angeblichen Valiumtabletten ruhigzustellen. Als Frank dann aufgrund einer starken Überdosis tot erscheint, spitzt sich die Situation zu und die beiden beschließen, ihn in den Sarg ihres Vaters zu transportieren, um den Unglücksfall zu vertuschen. Während der Fortsetzung der Zeremonie, die aufgrund von Oscars Wahnvorstellungen unterbrochen wurde, springt er jedoch lebendig aus dem Sarg, sodass alles ein verträgliches Ende nimmt. Am Ende des Films wird deutlich, dass sich das zuvor sehr angespannte Verhältnis der Brüder und der Verwandtschaft insgesamt aufgrund der skurrilen Vorfälle verbessert hat.

## Kritik
„In dieser Familie fast unmöglich: Wie im Original konfrontiert Neil LaBute einen trauernden Sohn mit der wilden Meute, die seine Verwandtschaft ist und in diesem Fall die Crème de la Crème Hollywoods schwarzer Komiker – Chris Rock, Martin Lawrence, Tracy Morgan. Ganz so makaber wie die britische Vorlage ist Sterben will gelernt sein nicht. Trotz klamaukigem Witz weiß der Film jedoch zu unterhalten.“

„Die Crème de la Crème der schwarzen Schauspielzunft gibt sich ein saukomisches Stelldichein und erhält Verstärkung von weißen Spaßvögeln wie Luke Wilson oder einem schwulen Zwerg bei diesem makabren Vergnügen am offenen Sarg frei nach einer auch schon recht lustigen britischen Komödie aus dem Jahr 2007 (Sterben für Anfänger). Bad-Taste- und Drogen-Klamauk prallt auf traditionelle Screwballkomödie, vieles passiert gleichzeitig, und Regisseur Neil LaBute (Wicker Man) lässt den Zuschauer die Übersicht behalten.“

„Remake der Komödie "Sterben für Anfänger" (2007) mit einem Star-Aufgebot an afroamerikanischen Schauspielern, die kaum Entfaltungsmöglichkeit haben; so erschöpft sich der Film in überdrehtem Klamauk und abgestandenen Gags.“